# Мейер, Ив (актриса)
Ив Ме́йер (англ. Eve Meyer), настоящее имя И́влин Ю́джин Тёрнер (англ. Evelyn Eugene Turner; 13 декабря 1928, Гриффин, Джорджия, США — 27 марта 1977, аэропорт Лос-Родеос, Тенерифе, Канарские острова, Испания) — американская фотомодель, актриса и продюсер.

## Биография
Она стала девушкой месяца журнала Playboy в июне 1955 года. С того же времени снималась в кино и продюсировала фильмы.
В 1952—1969 года была замужем за актёром и фотографом Руссом Мейером.
48-летняя Ив Мейер погибла 27 марта 1977 года в крупнейшей авиакатастрофе в истории (Канарские острова, Испания).

## Фильмография
актриса
- 1961 — Ева и мастер на все руки / Eve and the Handyman — Ева
- 1959 — Operation Dames — Лорри Эверинг
- 1955 — Художники и модели / Artists and Models — модель

продюсер
- 1973 — Чёрная змея / Eve and the Handyman
- 1971 — Иисусово путешествие / The Jesus Trip
- 1971 — Семь минут / The Seven Minutes
- 1970 — За пределами долины кукол / Beyond the Valley of the Dolls
- 1970 — Черри, Гарри и Ракель! / Cherry, Harry & Raquel!
- 1968 — Мегера / Vixen!
- 1968 — Кто-то теряет, кто-то находит / Finders Keepers, Lovers Weepers!
- 1967 — Рай в шалаше / Common Law Cabin
- 1967 — С добрым утром… и прощай! / Good Morning… and Goodbye!
- 1966 — Мир топлес / Mondo Topless — ассоциированный продюсер
- 1965 — Безумные мотоциклисты / Motor Psycho
- 1965 — Мочи, мочи их, киска! / Faster, Pussycat! Kill! Kill!
- 1965 — Сладкая грязь / Mudhoney
- 1964 — Лорна / Lorna (ассоциированный)
- 1963 — Heavenly Bodies!